# Arroyo Malvín
El arroyo Malvín es un curso de agua ubicado en la zona sureste del departamento de Montevideo, actualmente rodeado por la ciudad homónima entre los barrios Malvín Norte y Malvín, con una longitud aproximada de 2,82 kilómetros, de los cuales su tramo naciente y el tramo inferior están entubados, mientras que el tramo intermedio permanece a cielo abierto. El tramo inferior va desde la calle Estanislao López hasta la Rambla y su desembocadura, fue entubado desde la década de 1950, y al llegar a la Rambla su curso original a través de la playa fue desviado para pasar por un ducto que va en línea recta hasta un desagüe ubicado en la punta Gomensoro. Antiguamente, antes de los entubados de la década de 1950, en los alrededores del cauce del arroyo había abundante flora y fauna y eran punto de recreación, además de que se hacía referencia a la buena calidad del agua que corría por este curso.
En sus márgenes se han desarrollado asentamientos irregulares, el primero de ellos en la intersección de las calles Larravide e Isla de Gaspar, y posteriormente otros, como el Boix y Merino y el Aquiles Lanza. También se erigieron los complejos habitacionales de Malvín Norte y la Facultad de Ciencias de la Universidad de la República.
La Intendencia de Montevideo mantiene cinco estaciones de monitoreo de la calidad del agua del arroyo en el tramo intermedio que no está entubado, en Isla de Gaspar, en Mataojo, en Hipólito Yrigoyen, en Espuelitas y en Estanislao López. En los estudios realizados se analizaron los valores de oxígeno disuelto, demanda bioquímica de oxígeno, la presencia de fósforo, nitrógeno, amoníaco libre y de coliformes fecales. En el 2014, en todas las estaciones de estudio se detectó niveles considerablemente por encima de los máximos admitidos por las normas sobre agua. En la demanda bioquímica de oxígeno, también se excedió el máximo de 10 mg/L en tres de las cinco estaciones, lo que indica una alta descarga de vertidos urbanos con carga orgánica. El estudio de 2022 encontró que continúa el grado de contaminación de sus aguas de años anteriores.